# Yasmine Ammari
Pour les articles homonymes, voir Ammari.
Yasmine Ammari, née le 17 juin 1985 à Oran, en Algérie, est une auteure-compositrice-interprète et actrice algérienne. Elle est connue pour avoir joué le rôle de Sultana Razane, dans la série Sultan Achour 10 et pour sa participation à la septième saison de The Voice France où elle atteint la demi-finale.

## Biographie
Yasmine Ammari naît en 1985. Sa mère est originaire d'Oran et son père de Akbou dans la wilaya de Béjaïa en Algérie. Son père Bouzid Ammari est auteur-compositeur et interprète.
Elle est révélée à l'âge de six ans dans une émission de variétés à la télévision algérienne. Durant son enfance, Yasmine Ammari est une icône de la musique algérienne. En 1994, elle interprète Ya Khali, en hommage à son oncle Abdelkader Alloula, iconique dramaturge algérien, décédé la même année. En 2001, elle interprète aux côtés de son père Koulouna Djazairine une chanson ayant pour vocation de rassembler le peuple algérien fortement ébranlé par la décennie noire. Elle a sorti un album durant son enfance puis s'est consacrée à ses études et à l'éducation de son fils. Elle n'est pas apparue dans les médias algériens pendant 10 ans, faisant sa réapparition en 2014.
En 2001, elle participe à l'émission Graines de star diffusée sur M6. Elle arrivera en deuxième position.
En 2014, son album Lyoum est salué par la critique et elle obtient le prix du meilleur album de l'année par les Algerians Music Awards. Son single Venez danser le Rai est une référence en matière de chanson algérienne.
Entre 2015 et 2017 puis en 2021, elle joue le rôle de Sultana Razane, femme d'un roi antique, dans la série Sultan Achour 10. Cette collaboration avec l'artiste de renom Souileh, lui ouvre les portes de la télévision algérienne. Le succès de la série lui permet de renouer avec son public.
Elle sort un album nommé Baba en 2016.
En 2018, Ammari se plaint de manière véhémente dans l'émission Sawt Live sur la chaîne El Djazairia One, reprochant aux organisateurs de festivals de ne pas la contacter malgré un public demandeur.
En 2018, elle participe à l'émission The Voice en France : elle interprète C'est le dernier qui a parlé qui a raison d'Amina Annabi lors des auditions à l'aveugle. Ce choix s'avère payant, car sa prestation fait se retourner les quatre coachs. Elle choisit finalement Florent Pagny. Elle franchit toutes les étapes du concours avec succès. Lors du prime du 21 avril 2018, elle est sauvée par le public français. Mais finalement, elle échoue aux portes de la finale.
En 2018, elle annonce dans une interview à Liberté Algérie vouloir continuer sa carrière de comédienne et poursuivre ses créations musicales.
Durant cette année, elle est présente au casting de la saison 2 de la série El Khawa, diffusée sur la chaîne El Djazaira One.
Elle renoue avec la chanson en 2020 : elle sort le single Ah Ya Galbi et annonce préparer un projet inédit avec Didine Canon 16. Le single Ktab Laghram sort en février 2021. À partir de 2020, elle présente aux côtés de Hana Ghezzar Bouakkaz l'émission Lamet Lhrayer sur la chaîne El Djazairia One.
En 2022, Yasmine Ammari signe avec Skyprods et sort deux singles : Khabarni & Machi Kima Ntaya.

## Vie privée
Yasmine Ammari a un petit-garçon âgé de 14 ans, prénommé Racym. Elle habite Oran, dans le quartier de Miramar.

## Filmographie

### Télévision

#### En tant qu'actrice
- 2015-2017 : Sultan Achour 10 : Sultana Razane
- 2018 : El Khawa : Lydia, doctoresse[10]
- 2019 : Bilal Houdoud
- 2019 : Wlad Hlal : la sœur de Merzek, Zino et Yahia
- 2020 : Ahwal Ness : Yasmine, la femme de Redha
- 2020 : Confinement (sur la plateforme Yara)[11]
- 2021 : Sultan Achour 10 : Sultana Razane
- 2021 : Ahwal Ness 2 : Yasmine, la femme de Redha / Hayat, la femme de Redha
- 2021 : Babour El Louh[12]
- 2022 : El Ikhtiyar El Awel : Yasmine, la femme de Rehda
- 2023 : El Berani : Nedjwa, la femme de Sid Ahmed

#### En tant que présentatrice
- 2020-2021 : Lamet Lhrayer sur El Djazairia One[13]
- 2022-2023 : Dima Rabhin sur Echourouk [14]

## Discographie

### Singles
- 1994 : Ya Khali
- 1995 : Targhite
- 1996 : Ya Rais
- 2001 : Koulouna Djazairine
- 2013 : Denia Li Nekratou
- 2015 : Venez Danser le Rai
- 2015 : Bent Wahran
- 2016 : Baba (feat. Bouzid Ammari)
- 2016 : L'argent ne fait pas le bonheur
- 2018 : Sauvage (feat. avec Randall & Twelve)
- 2020 : Hada Had Al Hachra (feat. Zahouania)
- 2020 : Ya Rabi (feat. Nacer Soudani & Mister Melomane)
- 2020 : Ah Ya Galbi (feat. Hbib el Maalem)
- 2021 : Ktab Laghram (feat. Didine Canon 16)
- 2022 : Khabarni
- 2022 : Machi Kima Ntaya
- 2022 : Amoureuse

### Albums
- 2014 : Lyoum
- 2016 : Baba

## Distinctions
- 2015 : Algerian Music Awards : meilleur album de l'année pour Lyoum[15].
- 2015 : Algerian Music Awards : meilleure chanson de l'année pour Rani Lik[15].
- 2017 : Trophée de la meilleure actrice algérienne pour sa participation à la série Sultan Achour 10.